# Пафос (округ)
Пафос округ (грч. Πάφος, тур. Baf) је званична подручна јединица првог реда у оквиру Кипра. Званично седиште округа је истоимени град Пафос.

## Положај и границе
Округ Пафос се налази у југозападном делу државе Кипар и дели границе са:
- на југоистоку - округ Лимасол,
- на североистоку - округ Никозија.

## Природни услови
Дати округ Пафос обухвата југозапад острва Кипар, са дугом обалом ка Средоземном мору на југу и западу. Североисточна половина округа обухвата Тродос планине, духовно средиште православља на острву. Југозападна половина округа је средоземно приобаље, које је на југу добро обрађено и густо насељено, док је на западу стрмо и неприступачно. На крајњем западу пружа се мало полуострво Акамас.

## Историја
Пафос округ постоји у данашњим границама од времена британске управе над острвом, а као такав наследила га је и задржала млада кипарска држава у првим годинама постојања. Турска окупција северног дела државе 1974. није дотакла границе округа, па он данас делује у својим првобитним границама.

## Становништво и насеља
Традиционално становништво округа су били већински православни Грци и мањински муслимански Турци. Традиционално, турско становништво је насељено у нижим крајевима. Међутим, са поделом Кипра оно се иселило на север, док се велики број грчких пребеглица са севера населио у округу. По последњем попису из 2001. године у делу округа под управом званичне владе живи 67.432 становника.
Највеће насеље и званично седиште округа је град Пафос (48.000 ст.), на југу округа. Друга насеља су малог значаја.